# Cofana polaris
Cofana polaris är en insektsart som beskrevs av Young 1979. Cofana polaris ingår i släktet Cofana och familjen dvärgstritar. Inga underarter finns listade i Catalogue of Life.